# Decembrie 1989
Acest articol este generat integral pe baza informațiilor din articolul 1989 și este actualizat periodic de un robot.
 Editările făcute în articol vor fi șterse la următoarea actualizare! Dacă doriți să faceți modificări, editați articolul-sursă.

ianuarie -
februarie -
martie -
aprilie -
mai -
iunie -
iulie -
august -
septembrie -
octombrie -
noiembrie -
decembrie
Decembrie 1989 a fost a douăsprezecea lună a anului și a început într-o zi de vineri.

## Evenimente

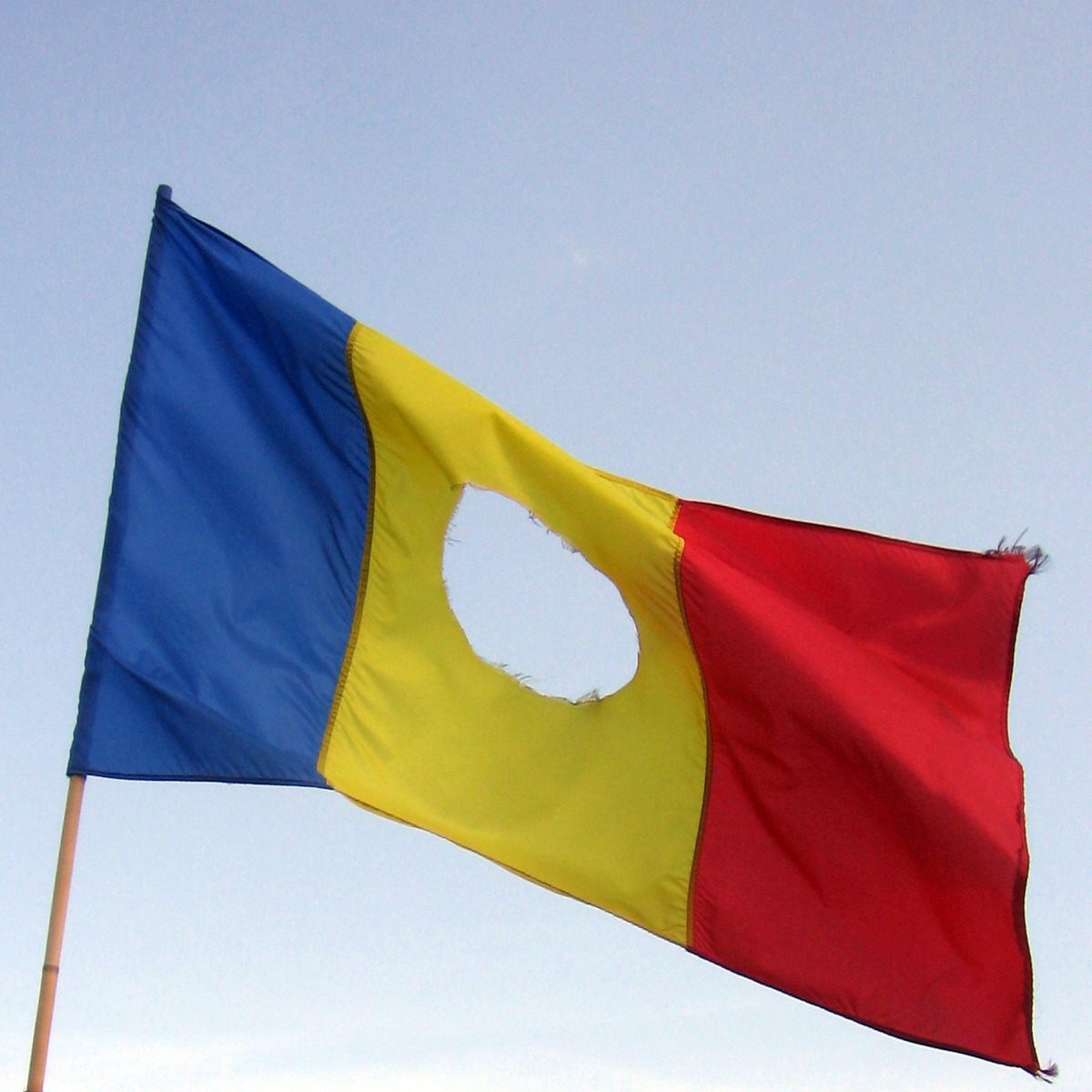
16-25 decembrie: Are loc Revoluția Română (în fotografie, steagul revoluționar).

- 14 decembrie: În Chile au loc primele alegeri libere după 16 ani. Patricio Aylwin a fost ales președinte.
- 15 decembrie: La Timișoara s-au adunat în fața casei parohiale a lui László Tőkés mai mulți enoriași care doreau să împiedice evacuarea păstorului. Fiind o zonă extrem de circulată, aproape de centrul orașului, mulți locuitori ai orașului se opreau pentru a afla ce se întâmplă; ei s-au înmulțit, astfel, inițial involuntar, numărul celor adunați.

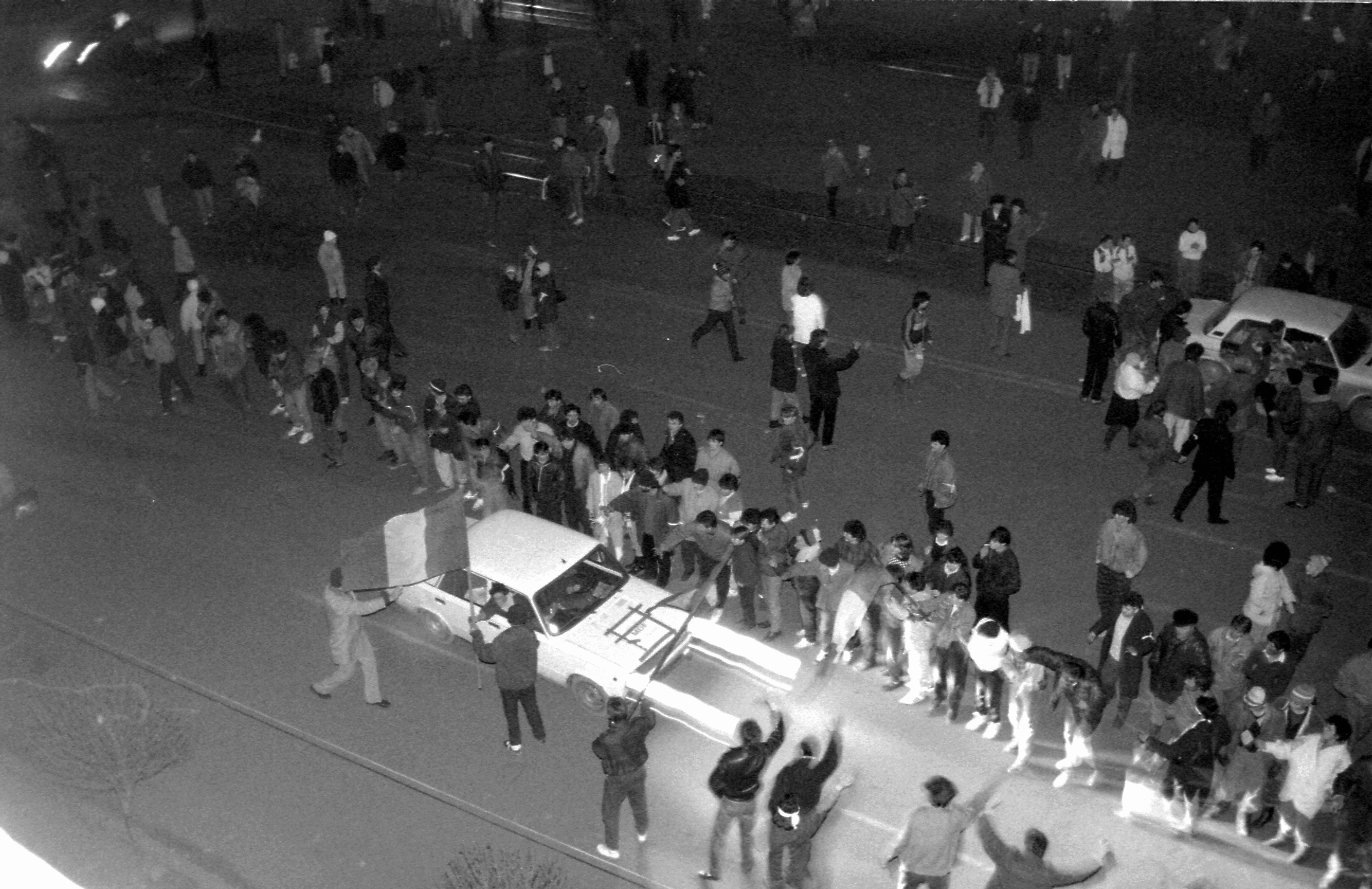
Revoluționarii din Timișoara

- 16 decembrie: Începutul Revoluției Române. Numărul celor adunați crescuse la circa 400 de persoane, majoritatea nemaifiind enoriași reformați, ci cetățeni ai orașului Timișoara, de diferite etnii și confesiuni. După-amiază, se strigă pentru prima dată „Jos Ceaușescu!”, demonstranții s-au deplasat în diverse puncte ale Timișoarei pentru a chema oamenii la revoltă. Au fost trimise trupe de Armată, Miliție, Securitate pentru a dispersa mulțimea; demonstranții au fost bătuți și arestați în aceeași noapte și în dimineața următoare. Au fost arestate 930 de persoane, dintre care 130 minori.
- 17 decembrie: Revoluția Română la Timișoara: Mulțimea s-a adunat din nou în centrul orașului. Informat că revolta nu a putut fi înfrântă, Nicolae Ceaușescu a dat ordin să se deschidă foc împotriva manifestanților, iar ordinul a fost dus la îndeplinire, căzând primii martiri ai Revoluției.
- 17 decembrie: Dizolvarea oficială a poliției secrete est-germane (STASI).
- 18 decembrie: În fața Catedralei Mitropolitane din Timișoara s-au adunat mai mulți tineri și copii care au început să cânte colinde și să strige lozinci anticomuniste. În noaptea de 18/19 decembrie, cu complicitatea conducerii Spitalului Județean, la ordinul Elenei Ceaușescu, autoritățile au sustras o parte din cadavrele eroilor din morga spitalului, transportându-le la București, unde au fost arse la Crematoriu. Alte cadavre au fost îngropate pe ascuns într-o groapă comună.
- 19 decembrie: Muncitorii de la Întreprinderea ELBA Timișoara au intrat în grevă.
- 20 decembrie: A izbucnit greva generală în toate fabricile timișorene. Timișoara este declarat primul oraș care a scăpat de regimul comunist din România.
- 20 decembrie: Într-o intervenție televizată și radiodifuzată, Nicolae Ceaușescu se adresează populației declarând că evenimentele de la Timișoara sunt opera unor „huligani” și „grupuri fasciste și antinaționale”.

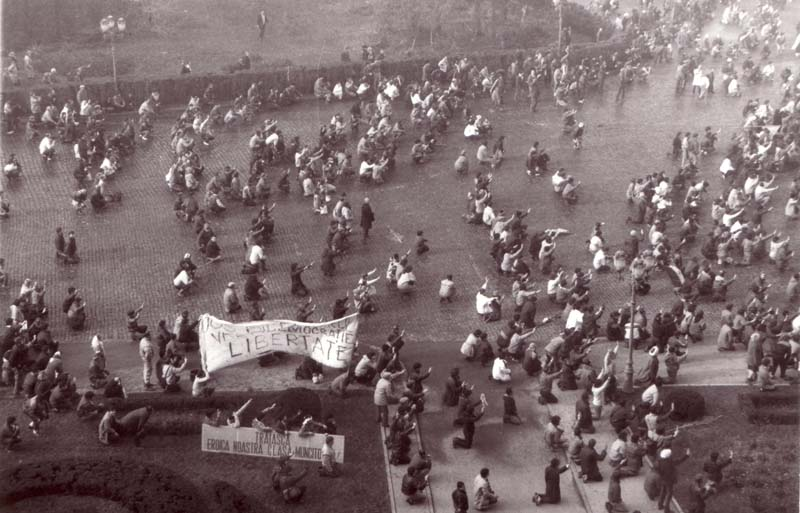
Revoluționari în București

- 21 decembrie: Începutul Revoluției Române la București: Ceaușescu a organizat un miting în actuala „Piață a Revoluției". Pe lângă lozincile cunoscute, în mulțime se fac auzite fluierături și huiduieli.
- 22 decembrie: Ion Iliescu preia puterea ca președinte provizoriu al României.
- 24 decembrie: Zoe Ceaușescu este arestată. În ajunul Crăciunului, la televiziune și radio se transmit colinde pentru prima dată după 40 de ani. În București, în mai multe locuri din oraș se aud împușcături.[1]
- 25 decembrie: Televiziunea Română transmite în direct, pentru prima dată, slujba de Crăciun de la Patriarhia Română.
- 25 decembrie: Televiziunea Română anunță că Elena și Nicolae Ceaușescu au fost judecați de un Tribunal Militar Extraordinar, au fost condamnați la moarte, le-a fost confiscată averea iar sentința a fost executată.[1]
- 25 decembrie: Se înființează Uniunea Democrată Maghiară din România (UDMR). Primul președinte este Domokos Geza.[1]
- 26 decembrie: Prin decret al CFSN, Petre Roman este numit în funcția de prim-ministru al Guvernului României.[2]
- 26 decembrie: Sorin Maier, co-fondator al mișcării sindicale române după 1989, începe acțiunea de constituire a Sindicatului Șoferilor și apoi a Confederației „Frăția".
- 27 decembrie: Este ales Biroul Executiv al CFSN compus din: Ion Iliescu - președinte, Dumitru Mazilu - prim-vicepreședinte, vicepreședinți - Cazimir lonescu, Kiraly Karoly; secretar - Dan Marțian; membri: Bogdan Teodoriu, Vasile Neacșa, Silviu Brucan, Gheorghe Manole, Ion Caramitru, Nicolae Radu.[2]
- 28 decembrie: Pentru prima dată, după o lungă pauză, se întrunește Consiliul de Conducere al Uniunii Scriitorilor. Este ales un comitet provizoriu de conducere a Uniunii Scriitorilor, președinte fiind Mircea Dinescu.
- 29 decembrie: Are loc prima ședință a guvernului provizoriu, condus de Petre Roman, primul guvern al României după căderea comunismului.
- 29 decembrie: Václav Havel este ales președinte al Cehoslovaciei.
- 31 decembrie: Este arestat generalul Iulian Vlad, șeful Departamentului Securității Statului.[3]
- 31 decembrie: Cu prilejul discursului de Anul Nou, președintele CFSN, Ion Iliescu, anunță: abolirea pedepsei cu moartea, sistarea exporturilor de alimente, realizarea unor importuri de bunuri de consum, sistarea unor lucrări de investiții costisitoare (Canalul Dunăre-București, Sistemul hidrotehnic Dunăre-Jiu-Argeș, zona liberă din portul Constanța, Centrala termoelectrică Anina, Casa Poporului etc).[2]

## Nașteri
- 1 decembrie: Barry Bannan, fotbalist scoțian
- 1 decembrie: Neal Skupski, jucător de tenis britanic
- 2 decembrie: Matteo Darmian, fotbalist italian
- 2 decembrie: Kazuya Yamamura, fotbalist japonez
- 3 decembrie: Miles Chamley-Watson, scrimer american
- 6 decembrie: Doinița Gherman, cântăreață din R. Moldova
- 6 decembrie: Alexandru Nicolae Vlad, fotbalist român
- 7 decembrie: Nicholas Hoult, actor englez
- 8 decembrie: Jen Ledger, muziciană britanică
- 9 decembrie: Anca Dinicu, actriță română
- 9 decembrie: Hasan Ali Kaldırım, fotbalist turc
- 10 decembrie: Marion Maréchal, politiciană franceză
- 10 decembrie: Alexandru Mateiu, fotbalist român
- 12 decembrie: Burcu Özberk, actriță turcă
- 13 decembrie: Cécilia Berder, scrimeră franceză
- 13 decembrie: Nerea Pena, handbalistă spaniolă
- 13 decembrie: Taylor Swift, cântăreață și cantautoare americană de muzică pop și country
- 17 decembrie: André Morgam Rami Ayew, fotbalist francez (atacant)
- 22 decembrie: Jordin Sparks, cântăreață americană
- 25 decembrie: Lucian Cristian Cazan, fotbalist român
- 26 decembrie: Sofiane Feghouli, fotbalist algerian
- 28 decembrie: Harry Nicholas Arter, fotbalist irlandez
- 28 decembrie: Salvador Sobral, cântăreț portughez
- 28 decembrie: Mackenzie Rosman, actriță americană
- 29 decembrie: Kei Nishikori, jucător japonez de tenis
- 31 decembrie: Line Jørgensen, handbalistă daneză
- 31 decembrie: Mamadou Bagayoko, fotbalist ivorian

## Decese
Edoardo Amaldi, 81 ani, fizician italian (n. 1908)
Ćamil Sijarić, 74 ani, scriitor muntenegrean (n. 1913)
Kató Ács (Márta Körmendi), 72 ani, scriitoare, jurnalistă și activistă comunistă maghiară (n. 1917)
Ioan Zugrăvescu, 79 ani, chimist român (n. 1910)
Sammy Lerner, muzician american de origine română (n. 1903)
Andrei Saharov, 68 ani, fizician rus, laureat al Premiului Nobel (1975), (n. 1921)
Lee Van Cleef, 64 ani, actor american (n. 1925)
Anton Breitenhofer, 77 ani, scriitor român (n. 1912)
Gheorghe Vlădescu-Răcoasa, 94 ani, sociolog român (n. 1895)
Pavel Balogh, participant la Revoluția Română din 1989, ucis de militari și ars în cadrul Operațiunii Trandafirul (n. 1920)
Franz Liebhard (n. Robert Reiter), 90 ani, poet român (n. 1899)
Alexandru Mitru, 75 ani, prozator român (n. 1914)
Samuel Beckett (n. Samuel Barclay Beckett), 83 ani, dramaturg, nuvelist și poet irlandez, laureat al Premiului Nobel (1969), (n. 1906)
Vasile Milea, 62 ani, general român (n. 1927)
Nicolae Ceaușescu, 71 ani, dictator și politician comunist român, conducătorul României (1967-1989), (executat), (n. 1918)
Elena Ceaușescu, 73 ani, politiciană comunistă română, soția lui Nicolae Ceaușescu, (executată), (n. 1916)
Marin Ceaușescu, 73 ani, comunist român, fratele lui Nicolae Ceaușescu (n. 1916)
Hermann Oberth (n. Hermann Julius Oberth), 95 ani, fizician și inventator român de etnie germană (n. 1894)